# Samoëns
Samoëns es una comuna francesa, situada en el departamento de la Alta Saboya y la región de Ródano-Alpes. El nombre del pueblo procede del habla regional saboyarda que significa siete montes, ya que se encuentra rodeado por siete cumbres: La Burguesa, el Criou, el Buet, el Suets, el Tuet, el Marcelly.... Sus habitantes son los septimontains (septimontanos).